# Le Cantique de l'aile
 (juillet 2017).
Si vous disposez d'ouvrages ou d'articles de référence ou si vous connaissez des sites web de qualité traitant du thème abordé ici, merci de compléter l'article en donnant les références utiles à sa vérifiabilité et en les liant à la section « Notes et références ».
Le Cantique de l'aile est un recueil de poèmes très variés écrits par Edmond Rostand et publié en 1922, à titre posthume.

## Argument
Ces poèmes ont été rangés par thème par l'éditeur. Le recueil regroupe tous les poèmes non publiés par Edmond Rostand. Le premier poème a donné son nom au recueil.

## Table des matières
L'œuvre est constitué d'un ensemble de 24 poèmes :
1. Le Cantique de l'aile
2. Premier Passage sur mon jardin
3. Rome
4. L'Alouette
5. Le Printemps de l'aile
6. Les Deux Chevaux
7. Les Rois mages
8. Pour la Grèce
9. À sa majesté l'impératrice de Russie
10. À Krüger
11. Fabre-des-Insectes (8 sonnets en hommage à Jean-Henri Fabre).
12. La Touche
13. À Sarah
14. Le Verger
15. À Coquelin
16. Ce que je fais
17. La Fête au manège
18. Aux élèves de Stanislas (également appelé Discours sur Le Panache).
19. La Tristesse de l'éventail
20. Les Mots
21. La Journée d'une précieuse
22. Un soir à Hernani (hommage à Victor Hugo, dans le cadre du centenaire de sa naissance).
23. Le Bois sacré
24. Les Douze Travaux